# Jürgen Schwier
Jürgen Schwier (* 1959 in Unna) ist ein deutscher Sportwissenschaftler.

## Leben
Schwier studierte an der Philipps-Universität Marburg Sport, Geographie und Erziehungswissenschaften, 1990 schloss er dort seine Doktorarbeit im Fach Erziehungswissenschaften ab. In Marburg, dann an der Carl von Ossietzky Universität Oldenburg und an der Friedrich-Schiller-Universität Jena war er als wissenschaftlicher Mitarbeiter, Assistent beziehungsweise Oberassistent tätig. Von 1990 bis 1992 hatte er ein Forschungsstipendium der Deutschen Forschungsgemeinschaft (DFG). 1994 wurde an der Universität Oldenburg seine Habilitation im Fach Sportwissenschaft angenommen. Der Titel seiner Habilitationsschrift lautete „Spiel- und Bewegungskarriere sehgeschädigter Kinder und Jugendlicher“.
Von 1998 bis 2009 hatte Schwier an der Justus-Liebig-Universität Gießen eine Professorenstelle für Sportwissenschaft mit den Schwerpunkten Sportpädagogik und sozialwissenschaftliche Grundlagen des Sports inne. Im Zeitraum 1998 bis 2000 war er Sprecher der Sektion Sportpädagogik der Deutschen Vereinigung für Sportwissenschaft (DVS). Zwischen 2001 und 2003 übte er an der Uni Gießen das Amt des Prodekans des Fachbereiches Psychologie und Sportwissenschaft aus. 2009 wechselte er auf eine Professur für Bewegungswissenschaften an die Europa-Universität Flensburg und übernahm die Leitung des Instituts für Bewegungswissenschaften und Sport. Zwischen Januar 2013 und Oktober 2018 war er an der Uni Flensburg Vizepräsident für Studium und Lehre.
Zu den Schwerpunkten Schwiers Forschungsarbeit gehören die Themenbereiche Sportkommunikation, Schulsportforschung, bewegungs- und sportbezogene Jugendforschung.